# Vz 61
Vz 61、別名「スコーピオン（SCORPION）」は、チェコスロバキアのチェスカー・ズブロヨフカ国営会社（チェコ兵器廠国営会社、チェコ語: Česká zbrojovka, n.p.:ČZ、1992年に民営化）で開発された短機関銃である。
Vz 61とは、チェコ語で"Vzor 61"（61年式）の略で、正式名称はSamopal vzor 61（61年式短機関銃）と言う。チェコスロバキア軍にて1961年に制式採用された事に由来する。

## 解説
冷戦時代に戦車兵や軍用トラック操縦士、通信兵などの自衛・護身用サブマシンガンとして、またCz-447の後継として、銃器開発に実績のあるČZ社が開発した。
「スコーピオン」の愛称は、銃床を折り畳む際、前方に持ち上げて回転させる様子が、尾を振り上げる蠍(さそり)の姿を連想させる事に因む。
銃床を畳んだ状態の全長27cmはサブマシンガンとして最小クラス、銃身6-7インチの.45口径拳銃と同程度で、旅行用洗面用具入れにも似た専用ポーチや、携帯専用ホルスターに収めることができる。
小型ながら様々な工夫がされており、上方に回転して銃上部に固定される銃床、フロントサイトカバーを銃床固定具と兼用する構造、発射時に握りこむ事でフォアグリップ（前部固定補助グリップ）代わりにできる堅固に固定された弾倉のほか、ボルトの連射速度を変更できる機能（レートリデューサー）などを特徴とする。
レートリデューサーはレシーバー後端に内蔵されたフックと、グリップに内蔵されたプランジャーユニットから構成される。プランジャーユニットの主要な部品は軽量なプランジャー、プランジャーばね、重いカウンターウェイトである。連射モードの際、射撃にともなって後退したボルトはフックに捕捉されると同時に、プランジャーをグリップ内へ突き下げる。下降したプランジャーはばね圧を受けて再上昇し、遅れて下降してきたカウンターウェイトを受け止め、さらに上昇してフックを解除してボルトをリリースする。プランジャーのばね圧力を調節するとプランジャーの作動速度が変化するため、連射中のボルトがフックに拘束される時間を変更できる。
左側グリップ上に配置されたセレクターは、「0」の刻印があるセーフティー位置を中間に、前に押して「20」の刻印に合わせるとフルオート連射、後ろに引いて「１」の刻印に合わせると単発のセミオート射撃となる。この配置はČZ社製アサルトライフルVz 58の影響を受けており、Vz 58では右側にあった物を左側に置き換えた事で、右手親指で操作できるようになっている。
前部照準器はレシーバー先端の上面にねじ込まれて、左右を前述のサイトカバーによって保護されている。棒状の照星は偏芯しているため、ねじを回すことで左右の微調整が可能である。後部照準器はL字形状で、75メートルと150メートルの二段階で切り替えることができる。銃床を畳んだ状態でも、照準器を通した視線は阻害されない。
使用弾薬の.32ACP弾は、9x19mmパラベラム弾に比べると初活量（銃口付近での運動エネルギー）がおよそ半分と非力ではあるが、小型化でき、フルオートでもコントロールし易い。後に.380ACP弾モデルのVz 64や、9x18mmマカロフ弾モデルのVz 65も登場する。.32ACP弾の威力を疑問視する意見が出た事から、9mmパラベラム弾仕様のVz 68も開発された。
前述のように戦車兵の護身用として開発された銃ではあるが、その利便性からソ連のKGBや特殊部隊スペツナズ、また、共産系テロリストなどにも愛用された。西側でも脅威とみなされ、実際に、イタリアのアルド・モーロ元首相は「赤い旅団」構成員によりスコーピオンで殺害されている。また、北朝鮮の工作員が使用しているといわれる。近年ではイギリスやスウェーデンなどヨーロッパのストリートギャングにも流出している。
チェコが西側と関係を持つようになってからは西側でも人気を博し、警察での採用例もある。アメリカでは法規制の関係もあり、フルオート機能が排除されたセミオートピストルモデルも販売されている。
チェコスロバキア国内での生産は1975年に一度終了したが、ユーゴスラビアではライセンス生産が続けられている。また、1989年のチェコスロバキア解体により国営工場だったČZ社は民営化、銃器市場へ商品展開する一方、小型軽量なVz 61は近年多発する対テロ戦術やCQBに有用であるとして、各種改良を施したVz 61、Vz 82（旧Vz 65）、Vz 83（旧Vz 64）、Vz 85（旧Vz 68）を再生産している。
現在、チェコではNATO加盟で使用弾薬を9mmパラベラム弾に統一する動きが進んでおり、Vz 85が使用されているが、チェコの特殊部隊はドイツH&KのMP5やMP7A1を使用している。IDET2009（チェコのディフェンス・ショー）でCZ社は、Vz 61に代わる次世代サブマシンガンとしてスコーピオン EVO3を発表した。

## バリエーション

### 7.65x17mm（.32ACP）
Vz 61
チェコ軍に1961年制式採用。

### 9x17mm（.380ACP）
Vz 64
Vz 83
Vz 64の現行モデル。

### 9x18mm（9mmマカロフ）
Vz.65
Vz.82
チェコ軍に1982年制式採用。

### 9x19mm（9mmパラベラム）

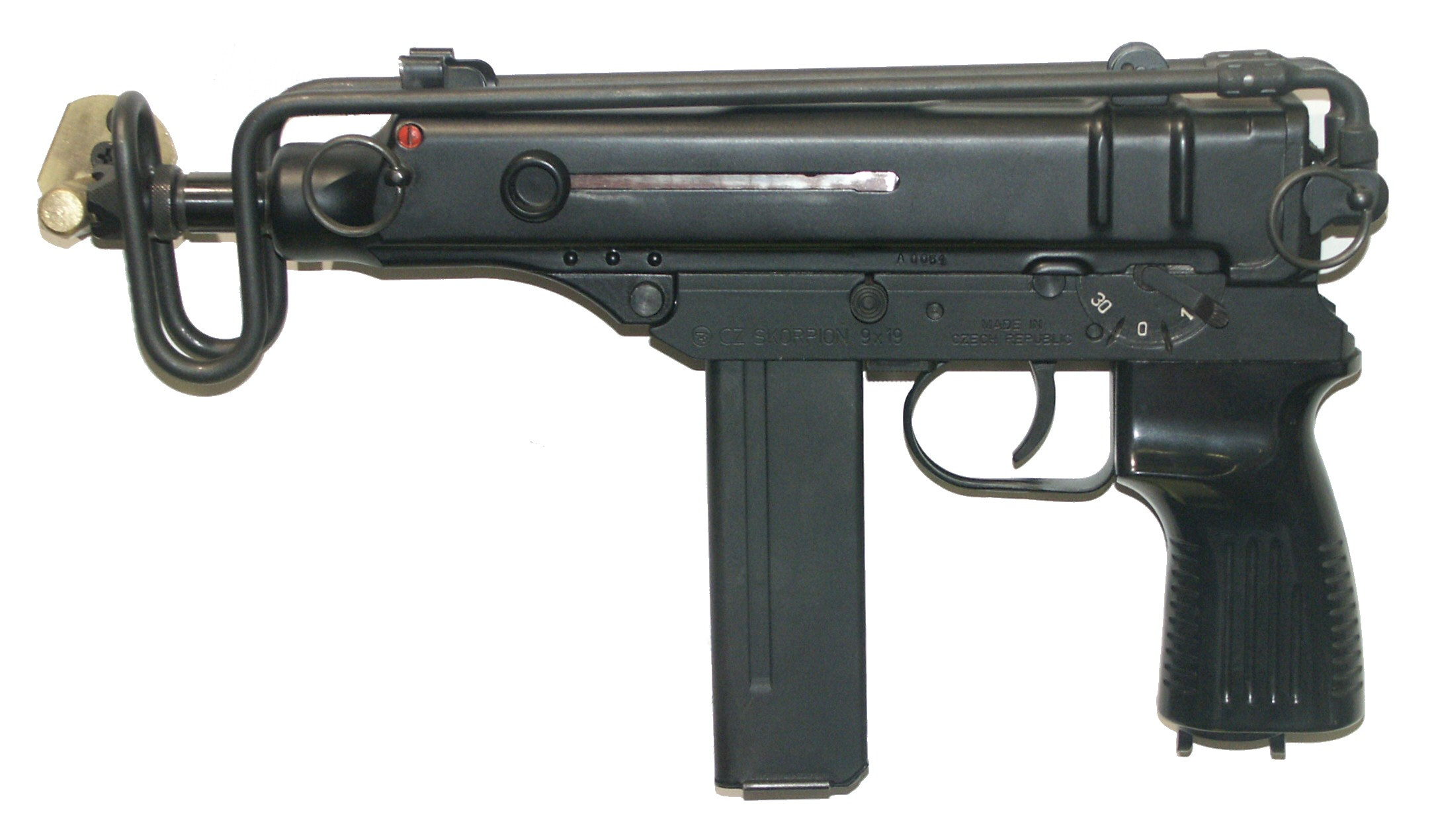
9mmパラベラム弾仕様のVz 85
弾倉が反りの無い直線状になっているのが特徴

Vz 68
固定式ストックモデル。
Vz 85
Vz 68の改良型モデル。
SA 361
輸出向けの軍用モデル。
SA 61
民間向けのセミオートオンリーピストル。

### 特殊な例
東ドイツの秘密警察、シュタージが、本銃をブリーフケースの中に仕込んだ物を少数生産していた。同様の運用例は同時期の西ドイツのH&K MP5にも存在するが、東ドイツの場合は消音器が取り付けられていることなどから、要人の身辺警備などでは無く暗殺を目的とした物であったと推察される。

## 登場作品

### 映画
『DENGEKI 電撃』
冒頭にて、アメリカ合衆国副大統領の車列を襲う、白バイ警官に変装したテロリストたちが使用する。
『REDリターンズ』
エドワード・ベイリーがサラ・ロスに対して突きつける。
『アウトレイジ』
『ヴァイラス』
『エグゼクティブ・デシジョン』
ハイジャックグループのリーダー、ナジ・ハッサンが使用。
『ガンヘッド』（1989年）
アイランド8JOで生存していた少女イレヴン（水島かおり）が携帯している。
『バイオハザードV リトリビューション』
ジル・バレンタインが本銃を2丁、冒頭のアルカディアの戦闘から中盤の潜水艦ドックのエレベーター区画での戦闘まで使用。
『フェイス/オフ』
序盤でポラックス・トロイが護身用として使用。
『マトリックス』
主人公、ネオがモーフィアスを救出すべく乗り込んだビルでの銃撃戦で、3番目に使用したのが本銃。銃口にマズルブレーキが付いたストックレスモデルを二丁撃ちした後、弾切れのため放棄する。射撃の際、床に落ちる空薬莢は拳銃弾サイズではなく、ライフル弾サイズで描写されている。
『キャプテン・アメリカ/ウィンター・ソルジャー』
高速道路での戦闘でウィンター・ソルジャーが背中に携帯。その後、キャプテン・アメリカとの格闘で使用するが、すぐに蹴り飛ばされる。
『ロング・キス・グッドナイト』
終盤でチャーリー・ボルチモアが使用。
『ワールド・オブ・ライズ』
『ゲット スマート』
登場するが発砲シーンはなし。

### テレビドラマ
『NCIS:LA 〜極秘潜入捜査班』

### 漫画・アニメ
『DEATH NOTE』
マフィアグループのメンバーが使用。
『Dr.リアンが診てあげる』
単行本1巻に登場。
『GUNSMITH CATS』
ホローポイント弾を改造して麻薬を仕込んだ弾薬（「特製の毒」）を装填したものを、ゴールディ・ムッソーが使用。
『Mr.Clice』
メインアームとして使用。『MIAMI FLIGHT 2001』からはフォアグリップやドットサイト、クリアマガジンを備えたオリジナルカスタムとなる。
『行け!!南国アイスホッケー部』
単行本4巻に登場。
『エリアの騎士』
テロリストが使用。
『学園黙示録 HIGHSCHOOL OF THE DEAD』
高城 百合子が使用。
『烏丸学園ガンスモーキーズ』
エアガンが登場。
『銀のケルベロス』
『劇場版 魔法少女まどか☆マギカ [新編]叛逆の物語』
暁美ほむらが使用。
『攻殻機動隊ARISE』
バトーが使用する。
『こちら葛飾区亀有公園前派出所』
本庁配置係の巻に登場。
『ゴルゴ13』
『ザ・ゴリラ』
敵キャラの殺し屋が使用。主人公はMP5K コッファーを使用して対抗。
『不死の猟犬』
リンが所持。
『新ゲッターロボ』
神隼人率いる革命組織メンバーが所持。
『スカイブルー』
『戦闘メカ ザブングル』
サンドラットの最年少メンバー、チルが使用。
『ソードアート・オンライン オルタナティブ ガンゲイル・オンライン』
レンがP90を所持する前に2丁撃ちで使用していた。P90と同じくピンク色にペイントしてある。
『第2次朝鮮戦争 ユギオII』
北朝鮮工作員が使用。
『特例措置団体ステラ女学院高等科C3部』
大和ゆらが使用。
『やみのさんしまい』
単行本1巻に登場。テロリストが所持。
『リリアとトレイズ』
Ⅱ巻でロクシェ軍特殊部隊が、Ⅲ・Ⅳ巻でラウリーたちが使用。
『ルパン三世』
『MASTERキートン』
単行本１０巻に登場。キートンが追手の車のタイヤをパンクさせるために使用。

### ゲーム
『Far Cry 3』
『Operation Flashpoint: Cold War Crisis』
ソ連軍とレジスタンス陣営で使用可能な拳銃として「Sa61 Scorpion」の名称で登場する。
『Phantom -PHANTOM OF INFERNO-』
『PLAYERUNKNOWN'S BATTLEGROUNDS』
マシンピストルとして登場。拡張マガジンを装着することで弾倉がドラムマガジンになる。5月17日のアップデートでモバイル版でも使えるようになった。
『九龍妖魔學園紀』
主人公の武器として使用可能。
『グランド・セフト・オートシリーズ』
『GTA:VCS』
「スコーピオン」という名称で登場。
『GTAV』
「ミニSMG」の名称でVz.85が登場する。
『コール オブ デューティシリーズ』
『CoD4』
ロシア超国家主義派が使用する。
『CoD:MW3』
マシンピストル枠で登場。
『CoD:BO』
ソ連軍やベトコンが使用する。

『ゴールデンアイ 007』
「KLOBB」という名称で登場。
『スペシャルフォース2』
「スコーピオン」の名称で登場。作中武器で最もレートが高い。
『ドールズフロントライン』
萌え擬人化されたものが星3戦術人形「スコーピオン」として登場。
『バイオハザード』シリーズ
『バイオハザード5』
『バイオハザード ヴィレッジ』
『バトルフィールドハードライン』
クラス共通のセカンダリーウェポンとして登場。2丁持ちの為、腰撃ちでの射撃しか出来ない。
『ブルーアーカイブ -Blue Archive-』
百鬼夜行連合学院の生徒、春日ツバキが使用。
『メタルギアシリーズ』
『MGS3』
GRUのヴォルギン大佐配下のスペツナズが用いる武器の1つで、バイク兵やフライングプラットフォーム兵の標準装備。また、スペツナズきっての精鋭部隊である山猫部隊でも一部の隊員が装備。さらに、主人公、ネイキッド・スネークも現地調達した物を使用できる。ソ連製のレーザーサイトが装備され、さらに小口径弾を用いるので、XM16E1やAK-47といったアサルトライフルと異なり、フルオート射撃時でも銃口のブレが少ない。
『MPO』